# Lee Hyung-taik
Lee Hyung-taik, kor. 이형택 (ur. 3 stycznia 1976 w Hoingsung) – południowokoreański tenisista, reprezentant w Pucharze Davisa, olimpijczyk.

## Kariera tenisowa
Karierę tenisową rozpoczął w 1995 roku, a zakończył w listopadzie 2009 roku.
Pierwsze sukcesy zaczął odnosić w 1999 roku, kiedy to wygrał turniej z serii ATP Challenger Tour w Jokohamie. W 2000 roku zdobył dwa tytuły ATP Challenger Tour, w Bronx i Seulu. Osiągnął również 4 rundę US Open, ulegając w niej Pete’owi Samprasowi. W sezonie 2001 ponownie wygrał zawody ATP Challenger Tour w Seulu oraz awansował do finału rozgrywek ATP World Tour w Houston, przegrywając mecz o tytuł z Andym Roddickiem. W 2002 roku zwyciężył w turniej ATP Challenger Tour w Jokohamie.
Na początku 2003 roku Lee Hyung-taik zdobył swój pierwszy w karierze tytuł w rozgrywkach rangi ATP World Tour, w Sydney pokonawszy w finale Juana Carlosa Ferrero. Zwyciężył także w turnieju gry podwójnej w San Jose, w parze z Uładzimirem Wałczkouem. Ponadto wygrał imprezę ATP Challenger Tour w Seulu.
W 2004 roku jako tzw. szczęśliwy przegrany zagrał w turnieju głównym Rolanda Garrosa i pokonując Robina Söderlinga oraz Oliviera Patienca osiągnął 3 rundę, w której uległ Feliciano Lópezowi. Osiągnął także półfinał na trawiastych kortach w londyńskim Queen’s, po drodze pokonując m.in. Robby’ego Ginepriego i Sjenga Schalkena, by w końcu ulec Sébastienowi Grosjeanowi. Tegoż samego roku obronił tytuł ATP Challenger Tour wywalczony przed rokiem w Seulu.
W 2005 roku ponownie wygrał zawody ATP Challenger Tour w stolicy Korei, a w 2006 roku, oprócz triumfu w Seulu, zwyciężył w dwóch innych turniejach ATP Challenger Tour, w Pusan i Lexington. Sezon 2007 Lee zakończył z 1 półfinałem zawodów ATP World Tour, podczas turnieju w Los Angeles. Ponadto był uczestnikiem ćwierćfinałów imprez w Indianapolis i Waszyngtonie. Doszedł również do 4 rundy US Open, pokonując w poszczególnych rundach Dominika Hrbatego, Guillermo Cañasa i Andy’ego Murraya, przegrywając ostatecznie z Nikołajem Dawydienką.
W sezonie 2008 doszedł w marcu do 4 rundy turnieju w Indian Wells, po drodze wygrywając z ówczesnym nr 5. światowego rankingu, Davidem Ferrerem. W kwietniu doszedł do ćwierćfinału rozgrywek na nawierzchni ziemnej w Monachium, a w październiku i listopadzie wygrał zawody ATP Challenger Tour w Seulu i Jokohamie.
W latach 1995–2009 Lee reprezentował Koreę Południową w Pucharze Davisa. Przez ten okres rozegrał dla zespołu 74 meczów; w singlu zwyciężył w 41 pojedynkach, a w deblu wygrał 10 meczów. W 2007 roku walnie przyczynił się do awansu Korei do najwyższej klasy rozgrywek, grupy światowej. W play-offach Koreańczycy pokonali Słowację 3:2, a Lee zdobył wszystkie punkty, pokonując w singlu Martina Kližana i Lukáša Lacko, a w deblu wspólnie z Im Kyu-tae parę Lukáš Lacko–Michal Mertiňák.
Lee Hyung-taik 4 razy reprezentował swój kraj na igrzyskach olimpijskich. Jego najlepszym wynikiem jest awans do 2 rundy w Atenach (2004).
Lee Hyung-taik jest multimedalistą igrzysk azjatyckich. Łącznie wywalczył 7 medali, 2 złote oraz 5 srebrnych, w różnych konkurencjach.
Ma w swoim dorobku również 2 złote oraz srebrny medal uniwersjady.
W rankingu gry pojedynczej Lee Hyung-taik najwyżej był na 36. miejscu (6 sierpnia 2007), a w klasyfikacji gry podwójnej na 95. pozycji (16 stycznia 2006).

### Finały w turniejach ATP World Tour
| Legenda                       |
| Wielki Szlem                  |
| Tennis Masters Cup            |
| ATP Masters Series            |
| Igrzyska olimpijskie          |
| ATP International Series Gold |
| ATP International Series      |

#### Gra pojedyncza (1–1)
| Końcowy wynik | Nr | Data             | Turniej | Nawierzchnia | Przeciwnik          | Wynik finału        |
| ------------- | -- | ---------------- | ------- | ------------ | ------------------- | ------------------- |
| Finalista     | 1. | 6 maja 2001      | Houston | Ceglana      | Andy Roddick        | 5:7, 3:6            |
| Zwycięzca     | 1. | 11 stycznia 2003 | Sydney  | Twarda       | Juan Carlos Ferrero | 4:6, 7:6(6), 7:6(4) |

#### Gra podwójna (1–0)
| Końcowy wynik | Nr | Data           | Turniej  | Nawierzchnia  | Partner            | Przeciwnicy                    | Wynik finału  |
| ------------- | -- | -------------- | -------- | ------------- | ------------------ | ------------------------------ | ------------- |
| Zwycięzca     | 1. | 16 lutego 2003 | San Jose | Twarda (hala) | Uładzimir Wałczkou | Paul Goldstein Robert Kendrick | 7:5, 4:6, 6:3 |